# Graham Hyde
Graham Hyde (* 10. November 1970 in Doncaster) ist ein ehemaliger englischer Fußballspieler und -trainer. Als Mittelfeldspieler war er vor allem bekannt als Erstligaspieler von Sheffield Wednesday in den 1990er-Jahren. Er verbrachte sieben aktive Jahre in der höchsten englischen Spielklasse (davon sechs in der Premier League) und erreichte 1993 mit den „Owls“ jeweils das Finale im FA Cup und im Ligapokal.

## Sportlicher Werdegang

### Sheffield Wednesday (1988–1999)
Hyde war Teil einer „goldenen Generation“ von Sheffield Wednesday aus den frühen 1990er-Jahren. Der in Doncaster geborene Mittelfeldspieler war bereits in den Jugendauswahlen aufgefallen, die außerdem weitere zukünftige Leistungsträger wie die beiden Innenverteidiger Jon Newsome und David Wetherall sowie im Sturm Leroy Chambers (später noch Richie Barker) hervorbrachte. Im Jahr 1988 unterschrieb er einen Profivertrag, aber obwohl sein technisches Können früh erkennbar war, kam er in den folgenden Jahren in der ersten Mannschaft noch nicht zum Zuge. Dazu zählte auch die Saison 1990/91, in der Sheffield Wednesday in die höchste englische Spielklasse zurückkehrte – dazu gewann Sheffield im selben Jahr den Ligapokal. Hyde zeigte sein Können bis dahin ausschließlich in den Nachwuchsmannschaften. Zu seinen „Signature Moves“ zählte die 360-Grad-Pirouette, die später als Zidane-Trick perfektioniert wurde. Darüber hinaus war er körperlich robust und erinnerte so als eine Art Mixtur von Peter Beardsley und Steve McMahon.
Nach dem Trainerwechsel zu Trevor Francis kam Hyde zu ersten Einsätzen in der Profielf, vor allem nach verletzungsbedingten Ausfällen von Spielern wie John Sheridan und Danny Wilson. Dazu hatte er bei den 1993er Finalniederlagen Kurzauftritte über Einwechslungen gegen den FC Arsenal im FA Cup und Ligapokal. Während der Saison 1993/94 war er dann während Sheridans schwerer Knieverletzung Stammspieler und er kam in der Premier League zu 36 Ligaspielen. Während seiner sportlichen Hochphase zur Mitte der 1990er-Jahre galt er als „Terrier“ im Mittelfeld, der trotz seiner technischen Fertigkeiten wenige Glanzpunkte setzte und somit als einer der „unbesungenen Helden“ in einer Mannschaft, die mit „Stars“ gespickt war, angesehen wurde. Im Jahr 1998 verlor Hyde seinen Platz im Team an Konkurrenten wie den neu verpflichteten Danny Sonner und wechselte schließlich ablösefrei im Februar 1999 zum Zweitligisten Birmingham City.

### Weitere Karrierestationen (1999–2008)
Bei seinem neuen Verein absolvierte Hyde bis zum Ende der Saison 1999/2000 44 Zweitligapartien. Am Aufstieg im Jahr 2002 hatte er jedoch nur marginalen Anteil. Er wurde zu Saisonbeginn an den Drittligisten FC Chesterfield ausgeliehen, absolvierte danach fünf Partien für Birmingham, war aber bei den erfolgreichen Play-off-Spielen gegen den FC Millwall und Norwich City außen vor. Nach einer weiteren Leihperiode zwischen September und November 2002 beim drittklassigen Peterborough United wechselte er noch im selben Monat ablösefrei zum Viertligisten Bristol Rovers, ohne zwischendurch noch einmal für Birmingham in der Premier League zum Einsatz gekommen zu sein. Bis 2008 ließ er danach die Karriere bei semiprofessionellen Klubs wie Hereford United, Worcester City, Hednesford Town, Halesowen Town (trainiert von seinem Ex-Mitspieler Martin O’Connor) und Fleet Town (betreut wiederum von Andy Sinton, einem weiteren ehemaligen Mannschaftskameraden) ausklingen.

### Traineraktivitäten (2011–2013)
Ab September 2011 bildete er bei Redditch United mit Mark Fenemore ein Trainergespann und übernahm die alleinige Verantwortung im November 2011. Nach dem Klassenerhalt in der Southern League Premier Division trat er von diesem Posten im Mai 2012 wieder zurück. Im Sommer 2012 wurde Hyde Assistent von Jason Lee bei Boston United und übernahm nach dessen Demission im Dezember 2012 interimistisch die Cheftrainerrolle.
Im Jahr 2013 übernahm er beim AFC Telford United die Kotrainer-Funktion im Stab von Andy Sinton. Nach Sintons Entlassung arbeitete Hyde noch unter dem Nachfolger Mark Cooper, bevor dieser im März ein Angebot von Swindon Town annahm. Die vakante Cheftrainerrolle sollte Hyde bis zum Ende der Saison 2012/13 übernehmen, aber nach gerade einmal zwei Spielen zog sich dieser von dem Posten zurück.